# Беленці
Беле́нці (болг. Беленци) — село в Ловецькій області Болгарії. Входить до складу общини Луковит.

## Населення
За даними перепису населення 2011 року у селі проживали 404 особи.
Національний склад населення села:
| Національність   | Кількість осіб | Відсоток |
| ---------------- | -------------- | -------- |
| болгари          | 383            | 95,0%    |
| турки            | 12             | 3,0%     |
| не визначились   | 4              | 1,0%     |
| Всього відповіли | 403            |          |

Розподіл населення за віком у 2011 році:
Динаміка населення: